# Tassilo III
Tassilo III ca. 741- na 794 (11 december 796?) was hertog van Beieren van 748 tot zijn gedwongen aftreden in 788.
Hij was de zoon van hertog Odilo van Beieren uit het huis Agilolfingen en Hiltrude, een dochter van Karel Martel en een zuster van de Frankische koning Pepijn III de Korte. Door deze afstamming was hij een volle neef van Karel de Grote. Hij was de laatste min of meer onafhankelijke heerser van het oude Beieren.
Bij de dood van zijn vader Odilo in 748 trachtte de adel van Beieren de onafhankelijkheid van de Franken zeker te stellen. Tassilo was nog maar een jaar of zes en zijn moeder was Frankisch. Pepijn III dwong hen echter toch om zijn neefje als hertog te aanvaarden, met zijn zuster Hiltrude als regentes. In 757 werd Tassilo meerderjarig en reisde hij naar Compiègne om er de eed van trouw aan Pepijn en zijn zoons Carloman en Karel af te leggen. Tot zeker 763 gedroeg hij zich als een trouwe vazal van het Frankische hof. Daarna begon hij zich echter onafhankelijker op te stellen. Hij trouwde met Liutberga, de dochter van Desiderius, de koning van de Longobarden.
Tassilo was een vooruitstrevend man die veel leerde van het bestuur van het hof van zijn schoonvader in Pavia. Hij bevorderde kunst en cultuur. In 772 vroeg hij de Beierse bisschoppen om scholen te verbinden aan hun kerken, een voorbeeld waarin zijn machtige neef Karel de Grote hem graag zou volgen.
Desiderius was een belangrijke tegenspeler van de Franken, wiens rijk echter in 774 door Karel de Grote veroverd werd. Tassilo verloor zijn Longobardische bondgenoot (en schoonvader). Voor Tassilo was de val van Desiderius een ramp, omdat hiermee ook de Beierse onafhankelijkheid bedreigd was. Een deel van de Beierse adel had ondertussen partij gekozen voor de nieuwe sterke man, Karel de Grote. In 781 eiste Karel de Grote dat hij naar Worms moest komen om zijn eed van trouw als vazal te hernieuwen. Tassilo vreesde voor zijn leven en eiste de uitwisseling van gijzelaars om zijn veiligheid zeker te stellen. In 787 trachtte hij steun van de paus te krijgen, maar paus Adrianus I verklaarde dat Karel in zijn recht stond en verleende bij voorbaat absolutie aan Karels soldaten in het geval van gewelddadig optreden. Karel eiste opnieuw dat Tassilo naar Worms moest komen en toen Tassilo weigerde, vielen Frankische troepen Beieren binnen. Op 3 oktober zag Tassilo zich gedwongen op het Lechveld toch de eed van trouw af te leggen. Hiermee was de onafhankelijkheid van Beieren tot een eind gekomen.
Zijn vrouw Liutberga trachtte nog de steun van de Avaren te krijgen voor een opstand. Toen had Karel er echt genoeg van. Tassilo werd naar de keizerpalts Ingelheim gesommeerd en wegens eedbreuk berecht. De doodstraf werd weliswaar uitgesproken door de edelen van het Karolingische rijk, maar Karel deinsde er toch voor terug zijn eigen neef ter dood te brengen. Hij liet Tassilo de tonsuur geven en dwong hem met Liutberga en hun kinderen het klooster in te gaan tot hun dood. Hiermee kwam het huis van de Agilolfingen ten einde.
In 794 haalde Karel zijn ongelukkige en weerspannige neef nog eenmaal uit het klooster om ten overstaan van het synode van Frankfurt afstand te doen van alle aanspraken op de Beierse troon.